# Mydaea sinensis
Mydaea sinensis är en tvåvingeart som beskrevs av Ma och Xiaolong Cui 1986. Mydaea sinensis ingår i släktet Mydaea och familjen husflugor. Inga underarter finns listade i Catalogue of Life.